# Gneu Lutaci Cercó
Gneu Lutaci Cercó (en llatí: Gneus Lutatius Cerco) va ser un polític romà. Formava part de la gens Lutàcia, i era de la família dels Cercó.
Va ser un dels cinc ambaixadors que Roma va enviar a Alexandria l'any 173 aC per entrevistar-se amb Perseu de Macedònia i amb Ptolemeu VI Filomètor. Era probablement descendent de Quint Lutaci Cercó.